# Байхор
Байхо́р (рос. Байхор) — село у складі Красночикойського району Забайкальського краю, Росія. Адміністративний центр Байхорського сільського поселення.

## Населення
Населення — 293 особи (2010; 369 у 2002).
Національний склад (станом на 2002 рік):
- росіяни — 100 %